# Böyük Kəhrizli
Böyük Kəhrizli è un comune dell'Azerbaigian situato nel distretto di Ağcabədi. Conta una popolazione di 613 abitanti.